# 샘 앨러다이스
새뮤얼 "샘" 앨러다이스(영어: Samuel "Sam" Allardyce, 1954년 10월 19일 ~ )는 잉글랜드의 전 축구 선수이자 현 축구 지도자로 최근 리즈 유나이티드 감독직을 맡았다.
축구 선수로서 볼턴 원더러스, 선덜랜드, 밀월, 탬파베이 라우디스, 코번트리 시티, 허더스필드 타운, 프레스턴 노스 엔드, 웨스트 브로미치 앨비언, 리머릭에서 활동하며 400경기 이상을 뛰었다. 감독직을 시작한 이후에는 리머릭, 블랙풀, 노츠 카운티의 감독을 맡다가 1999년부터 볼턴 원더러스의 감독을 맡아 2007년까지 수행하였다. '빅 샘'으로도 알려진 그는 볼턴 원더러스를 역사상 최초로 리그 컵 결승전과 UEFA컵 예선 라운드까지 올린 것으로 유명하다.
2007년부터 2008년까지 뉴캐슬 유나이티드, 2008년부터 2010년 12월까지 블랙번 로버스, 2011년부터 2015년까지 웨스트 햄 유나이티드, 이후 2016년 7월까지 선덜랜드 AFC의 잉글리시 프리미어리그의 감독직을 역임 한 후, 잉글랜드 축구 국가대표팀의 감독으로 자리를 옮겼으나, 데일리 텔레그래프 탐사보도팀의 비리 폭로로 인해 감독직에서 해임되었다. 이로써 그는 잉글랜드 축구 국가대표팀 역대 최단 기간 재임한 감독이 되었다.

## 수상

### 선수
- 풋볼리그 세컨드 디비전 : 1977-78

### 감독
- 아일랜드 퍼스트 디비전 : 1991-92
- 풋볼리그 서드 디비전 : 1997-98
- 풋볼리그 퍼스트 디비전 플레이오프 : 2001
- 풋볼리그 챔피언십 플레이오프 : 2012

### 개인
- PFA 올해의 팀 : 1986-87
- 풋볼리그 퍼스트 디비전 이 달의 감독 1회
- 프리미어리그 이 달의 감독 6회